# Кълвачови
Кълвачови (Picidae) са семейство птици от разред Кълвачоподобни (Piciformes).
Включва над 35 рода, разпространени по целия свят, с изключение на полярните области, Австралазия и Мадагаскар. Кълвачовите са известни главно с характерното си поведение – те най-често се хранят с насекоми, които търсят с клюновете си в и под кората на дърветата, и общуват помежду си с тракане с клюн по дърветата.

## Родове
Семейство Picidae – Кълвачови
- Подсемейство Jynginae
  - Jynx – Въртошийки
- Подсемейство Picumninae
  - Picumnus
  - Sasia
- Подсемейство Nesoctitinae
  - Nesoctites
- Подсемейство Picinae
  - Триб Dendropicini
    - Melanerpes
    - Sphyrapicus
    - Xiphidiopicus
    - Dendropicos
    - Chloropicus
    - Dendrocopos – Пъстри кълвачи
    - Dendrocoptes
    - Leiopicus
    - Yungipicus
    - Picoides – Обикновени кълвачи
    - Leuconotopicus
    - Dryobates
    - Veniliornis

  - Триб Malarpicini
    - Campethera
    - Geocolaptes – Земни кълвачи
    - Dinopium
    - Meiglyptes
    - Hemicircus
    - Micropternus – Ръждиви кълвачи

  - Триб Picini
    - Picus
    - Chrysophlegma
    - Mulleripicus
    - Dryocopus – Черни кълвачи
    - Celeus
    - Piculus
    - Colaptes

  - Триб Megapicini
    - Campephilus
    - Chrysocolaptes
    - Blythipicus
    - Gecinulus